# بدراق‌ملا
بدراق‌ملا، روستایی است از توابع بخش مرکزی شهرستان آق‌قلا در استان گلستان ایران.

## جمعیت
این روستا در دهستان شیخ‌موسی قرار دارد و براساس سرشماری مرکز آمار ایران در سال ۱۳۸۵، جمعیت آن ۱٬۰۲۰ نفر (۱۹۹خانوار) بوده‌است.ساکنان آن به طور کامل از ترکمن ها بوده و از طایفه بدراق می باشند.